# Aeroporto de Kahului
O Aeroporto de Kahului (IATA: OGG, ICAO: PHOG, FAA LID: OGG) é um aeroporto regional, localizado em Kahului, Condado de Maui, Havaí, Estados Unidos. O código do aeroporto é uma homenagem ao pioneiro da aviação Bertram J. Hogg, que trabalhou na empresa local Hawaiian Airlines. A maioria dos voos para o aeroporto são originários do Aeroporto Internacional de Honolulu. A rota entre Honolulu e Kahului é uma das mais movimentadas rotas aéreas nos Estados Unidos, em 2004, ocupava o 13º lugar, com 1.632.000 passageiros.